# Rauschermühle

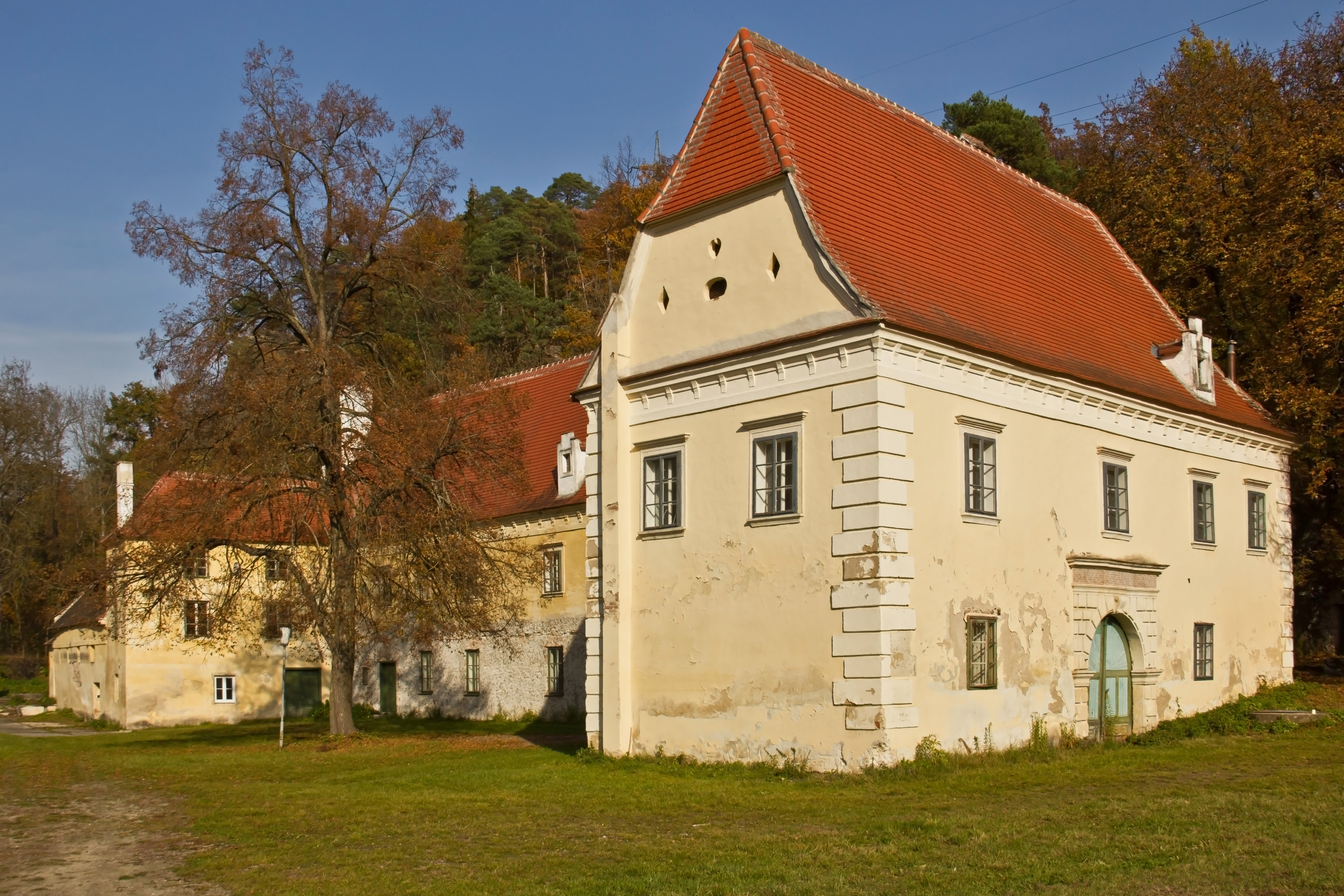
Ehemalige Rauschermühle

Die Rauschermühle (auch Altenburger Hofmühle, Ziennermühle oder Zinnermühle) ganz im Südosten der Gemeinde Altenburg liegt am linken Ufer des Kamps gegenüber dem Kraftwerk Rosenburg. Mit Fahrzeugen ist sie nur von der Gemeinde Rosenburg-Mold erreichbar.
Das Gebäude steht unter Denkmalschutz (Listeneintrag).

## Geschichte
Die Mühle wurde 1613 vom Stift Altenburg erworben, worauf auch die über dem Eingang angebrachte Inschrift ANNO DOMINI M.D.C.XIII. hinweist. Der damalige Abt Thomas Zienner ließ die Anlage umfangreich renovieren und ausbauen, sodass die Mühle lange Zeit auch als Sommersitz der Altenburger Äbte diente. Der Mahlbetrieb wurde im Jahr 1907 eingestellt, die Mühle vom damaligen Müllermeister Rauscher dem Kraftwerk verkauft und für Wohnzwecke adaptiert.
Im späten 20. Jahrhundert befasste sich die hier untergebrachte Abteilung des Instituts für Angewandte Öko-Ethologie, einer nachgeordneten Stelle des Instituts für Vergleichende Verhaltensforschung, mit der „Ist-Aufnahme“ im Kamptal, wobei nicht nur Vögel, sondern sämtliche Wirbeltiere und auch die Fischbestände erforscht wurden. Im Jahr 1989 wurde am Kamp ein Fischlehrpfad eingerichtet.
Beim Kamptalhochwasser 2002 entstanden am Gebäude schwere Schäden, womit die Abteilung aufgegeben werden musste. 

## Beschreibung
Der Ansitz ist eine zweigeschoßige, hakenförmige Anlage mit hinterem Wirtschaftstrakt. Die Hauptfront zeichnet sich aus durch Ortsteinquaderung, umlaufendes Konsolengesims und eine Giebelfront mit Schopfwalm über Giebelfußgesims. Im profiliert gerahmten Giebelfeld befinden sich Luken sowie Fenster in profilierten Steinrahmungen mit gekehlten Sohlbänken und profiliertem Sturzbalken. Die Anlage ist durch ein Rundbogenportal in gequadertem Rahmenfeld mit Kämpfern und Volutenkeilstein zugänglich. Das mit 1613 bezeichnete Gebälk ist durch mehrere Bauinschriften des Abtes Zienner gekennzeichnet. Am hohen Walmdach befinden sich Kamine mit Gesimsgliederung und Dachgaupen mit Treppengiebeln. Die tonnengewölbte Einfahrt mit Stichkappen, dreiteiligem Längsspiegel und durch Perlstab, Eierstab und Rankwerk belegten Graten hat stuckierte Kreuze und Engelsköpfe in den Zwickeln und Spiegelfeldern. Im Erdgeschoß liegen tonnengewölbte Räume und solche mit Hängezapfen.
Am Wirtschaftstrakt mit Bruchstein- und Umfriedungsmauer ist ein Nischenfigürchen des heiligen Johannes Nepomuk aus dem 18. Jahrhundert angebracht.
Die Anlage ist über eine zweibogige Betonbrücke mit dem 1908 errichteten Elektrizitätswerk am gegenüberliegenden Kampufer verbunden.